# Huso naccarii
El esturión del Adriático (Huso naccarii) es una especie de pez de la familia Acipenseridae. Es originaria del mar Adriático y de los grandes ríos de Albania, Croacia, Grecia, Italia, Montenegro y Eslovenia. Se pueden ver en varios acuarios públicos, como el Acuario Cívico de Milán, el Aquarium Finisterrae, el Acuario del Po y el Oasis de Sant'Alessio en Lombardía. Es un pez alargado que puede crecer hasta una longitud máxima de aproximadamente 2 metros, con una espalda de color marrón oliva, flancos más pálidos y vientre blanquecino.
Este pez está amenazado por la pérdida de hábitat y la sobrepesca, especialmente a causa de la captura de peces inmaduros que no se han criado. Las poblaciones de peces han disminuido y parece que ya no está presente en muchos de sus hábitats anteriores. La Unión Internacional para la Conservación de la Naturaleza ha calificado su estado de conservación como "en peligro crítico", y es probable que se extinga funcionalmente en la naturaleza, ya que no se ha confirmado el desove en los últimos años. Sin embargo, se reproduce con éxito en cautiverio y sobrevive en granjas comerciales de peces y programas de cría en cautividad. Un espécimen grande fue capturado y luego liberado en el río Po en 2015.

## Descripción
El esturión del Adriático alcanza una longitud máxima de aproximadamente 2 metros y un peso máximo de 25 kg. Al igual que otros esturiones, tiene un cuerpo alargado, espinas aplanadas, un esqueleto cartilaginoso, escudos óseos distintivos y un lóbulo superior alargado en la cola. El hocico es ancho y redondeado, el labio inferior tiene una hendidura central y las cuatro barbillas están más cerca de la punta del hocico que de la boca. La aleta dorsal no tiene espinas y tiene de 36 a 48 rayos blandos, y la aleta anal tiene de 24 a 31 rayos blandos. La coloración dorsal es marrón oliva, los flancos son más pálidos y la parte inferior blanca.

## Distribución

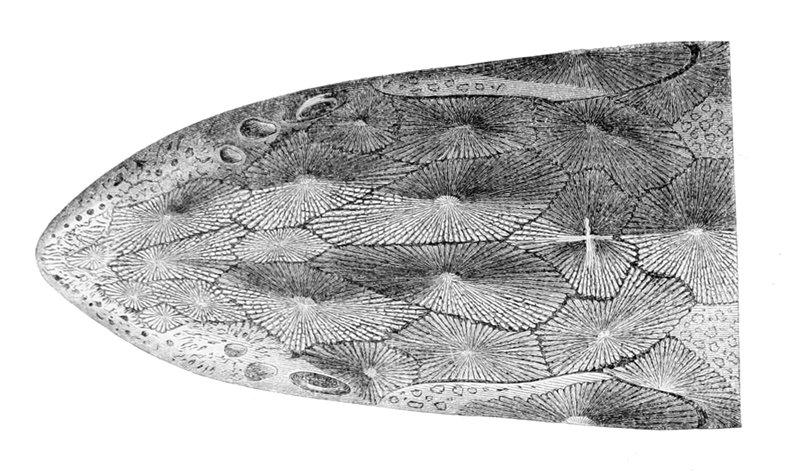
Cabeza de un esturión del Adriático mirada desde arriba.

Como la mayoría de los esturiones, el esturión del Adriático es un pez anádromo y se puede encontrar en diferentes períodos de su vida en ambientes de agua dulce y salada, incluidos los estuarios y los de agua salobre. Históricamente se encontraba en el mar Adriático y en los ríos que desembocan a ambos lados. En 1932 se informó que su área de distribución en el mar era desde Venecia y Trieste hasta Grecia y Corfú. Solía estar presente en los ríos Adigio, Brenta, Bacchiglione, Piave, Livenza y Tagliamento. En el Po y sus afluentes, solía estar presente en una zona tan alta como Turín. También concurrió tradicionalmente los ríos Ticino y Adda a lo largo de las costas albanesas, y en los ríos de Croacia, Bosnia-Herzegovina y Montenegro, incluido el lago Shkodër. Fue avistado en Grecia en el año 1977, pero ya no se encuentra allí, al igual que lo sucedido hasta 1997 en el río Buna, de Albana.

## Ecología

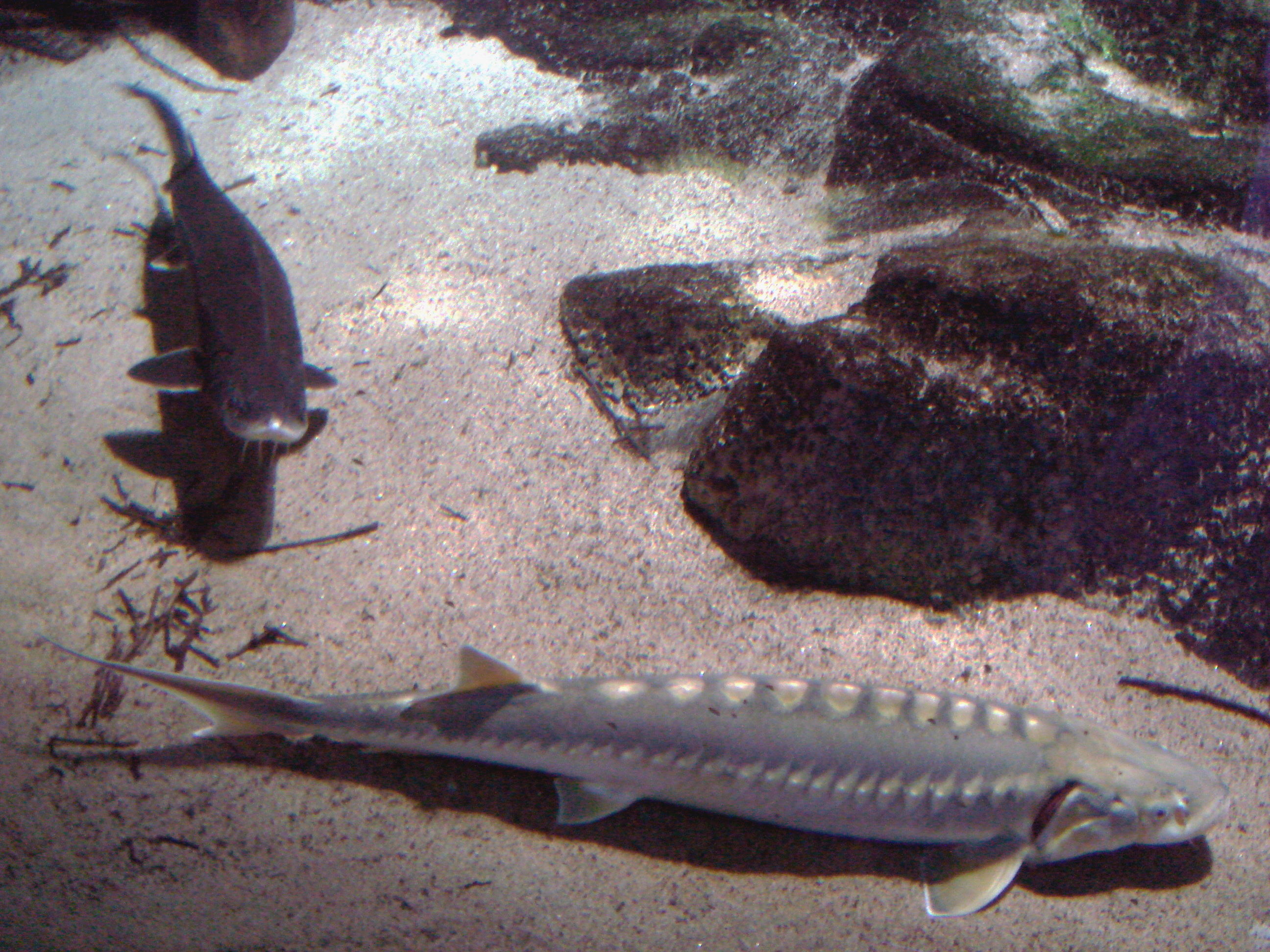
A. naccarii en el Acuario Cívico de Milán.

Los esturiones son peces de crecimiento lento y larga vida, y no alcanzan la madurez sexual hasta que tienen entre quince y veinte años. Después de que los peces jóvenes han pasado un período de crecimiento en estuarios y aguas costeras, pasan la mayor parte de su vida en grandes ríos, buscando en el fondo crustáceos y peces pequeños que chupan con sus bocas sin dientes y en forma de embudo. Los peces maduros se mueven río arriba en primavera para desovar en áreas poco profundas, de agua clara y grava. Muchas de las áreas de desove tradicionales ya no están disponibles para ellos debido al embalse de los ríos, y se cree que el único hábitat restante adecuado para el desove se encuentra cerca de la confluencia del río Po con sus afluentes.

## Estado de conservación
El esturión del Adriático se enfrenta a una serie de amenazas, como la contaminación de los ríos por los efluentes industriales, la escorrentía agrícola y la fragmentación de su hábitat por represas, lo que les impide moverse río arriba a las zonas de desove adecuadas. También son capturados legal o ilegalmente y esto es particularmente dañino cuando se capturan peces más pequeños antes de que hayan alcanzado la madurez y se reproduzcan al menos una vez. También se enfrentan a la competencia del siluro europeo (Silurus glanis) que ha expandido su rango en Europa occidental. Como se han reducido en número, se ven afectados por el efecto Allee, que postula que la tasa de crecimiento de un pez se reduce a bajas densidades de población. No se ha observado desove en la naturaleza durante varios años y la Unión Internacional para la Conservación de la Naturaleza ha calificado el estado de conservación de este pez como "en peligro crítico" y posiblemente "extinto en la naturaleza". Sin embargo, varias organizaciones están preocupadas por los intentos de preservar esta especie y se ha establecido un esquema de cría en cautividad, con la liberación posterior de peces jóvenes en la naturaleza.
La población de reproductores cautivos para este programa comprende aproximadamente 25 peces individuales. El esturión del Adriático es un pez tetraploide (tiene cuatro conjuntos de cromosomas) y se está realizando una investigación basada en información mitocondrial y microsatélite sobre la población reproductora actual y otros peces jóvenes para establecer la mejor manera de aumentar la diversidad genética de los peces utilizados en el programa de cría, porque se ha demostrado que los reproductores actuales retienen solo una parte de la variación genética presente en la cantidad original. A pesar de la liberación de peces criados en cautividad, no se han observado signos de desove en la naturaleza.
En noviembre de 2015, un espécimen grande, estimado en aproximadamente 2 metros de largo, fue capturado en el río Po cerca de Ostiglia (Mantova) y luego fue liberado; se pensó que era una señal alentadora de que la calidad del agua del río era lo suficientemente alta como para que un pez tan grande viviera allí.